# Emma Liébel
Emma Liébel, artiestennaam van Aimée Médebielle (Pau, 13 september 1873 – Boeil-Bezing, 30 januari 1928), was een Franse zangeres. Ze was een vertolker van het chanson réaliste.
Ze maakte haar debuut als zangeres rond 1900 in Toulouse en nam de artiestennaam Emma Liébel aan. Omstreeks 1910 begon ze op te treden in de zaal L'Étoile-Palace in Parijs en in die periode maakte ze ook haar eerste opnames. Tussen 1912 en 1914 trad ze onder andere op in de zalen Pacra en Chansonia. Liébel kreeg de bijnaam reine du phono ('koningin van de fonograaf') omdat ze ongeveer tweehonderd 78 toerenplaten opnam. In 1919 trad ze op in de zaal Zénith. In 1925 trad ze gedurende drie maanden op in de zaal Européen. Dit waren haar laatste grote optredens. Het jaar erop trok ze zich terug in haar geboortestreek na een diagnose van tuberculose. Daar liet ze een café-cabaret bouwen waar ze 's avonds optrad.
Liébel overleed in 1928 en werd begraven op het kerkhof van Boeil-Bezing.
- Bibliothèque nationale de France: cb13972470b (data)
- International Standard Name Identifier: 0000 0000 0996 0738
- MusicBrainz: d4ce75d7-f5b5-48a9-bc22-252feb0e5a8a
- Système universitaire de documentation: 245033432
- Virtual International Authority File: 42033192